# Кузнецов, Сергей Александрович (лингвист)
Серге́й Алекса́ндрович Кузнецо́в (род. 16 декабря 1951 года, Кировакан) — советский и российский лингвист, лексикограф, специалист в области лексической семантики, морфологии, теории и практики лексикографии. Доктор филологических наук, профессор кафедры русского языка СПбГУ, директор Центра коммуникативных компетенций, СПбГУ, заместитель директора НИИ проблем государственного языка, СПбГУ.
Является автором около 100 научных публикаций. Автор и руководитель проекта, главный редактор однотомного «Большого толкового словаря русского языка», автор и главный редактор однотомного «Современного толкового словаря русского языка», автор «Универсального иллюстрированного словаря русского языка» в 18 томах, автор китайского издания Большого толкового словаря русского языка. 库兹涅佐夫俄语大词典. Пекин: Изд-во 商务印书馆 (Shangwu Yinshuguan). 2020 и др.

## Биография
Родился 16 декабря 1951 года, в городе Кировакан Армянской ССР в семье военного. Отец — Кузнецов Александр Федорович, математик (1924—1998). Мать — Суворова Лариса Сергеевна — физик (1925—2012). В 1953 году после демобилизации отца (служил 1942—1953) семья вернулась в Ленинград.
В 1975 году окончил русское отделение филологического факультета Ленинградского государственного университета. В том же году поступил на работу в Ленинградское отделение Института языкознания Академии наук СССР, в 1992 году переименованное в Институт лингвистических исследований РАН (ИЛИ РАН). Там прошёл все ступени научной квалификации: в 1975—1981 годах — старший научно-технический сотрудник, в 1981—1986 годах — научный сотрудник, с 1986 года — старший научный сотрудник, в 1991—2002 годах — учёный секретарь ИЛИ РАН, в 2002—2011 годах — заведующий лабораторией информационных лингвистических технологий ИЛИ РАН; позже — внештатный научный сотрудник ИЛИ РАН.
В 1981 году защитил диссертацию на соискание учёной степени кандидата филологических наук по теме «Аспектуальная характеристика глаголов как элемент лексикографического описания русского языка». В 2000 году защитил диссертацию на соискание учёной степени доктора филологических наук по теме «Глагольное словоизменение и формообразование в современном русском языке» (учёная степень доктора филологических наук решением ВАК была присуждена в феврале 2001 года).
С 2005 года трудовая деятельность связана также и с Санкт-Петербургским государственным университетом. С 2007 по 2015 год занимал должность заведующего лабораторией информационных лингвистических систем, с 2009 года — директор Института филологических исследований СПбГУ, в том же году организовал и возглавил Научно-исследовательский экспертный Центр СПбГУ по изучению проблем экстремизма и коррупции. За первых три года было подготовлено около 300 экспертных исследований и судебных экспертиз. В 2015 году организовал и возглавил Ресурсный центр коммуникативных компетенций СПбГУ (с 2017 г. — Центр коммуникативных компетенций СПбГУ). В 2019 году назначен заместителем директора НИИ проблем государственного языка.
В марте 2022 года подписал обращение сотрудников СПбГУ в поддержку российского вторжения в Украину.

## Общественная деятельность
- член Совета при Президенте Российской Федерации по русскому языку (2019—2024);
- вице-президент Международной ассоциации преподавателей русского языка и литературы (МАПРЯЛ);
- вице-президент Российского общества преподавателей русского языка и литературы (РОПРЯЛ);
- заместитель главного редактора журнала «Мир русского слова»;
- член научно-консультативного совета при Министерстве юстиции Российской Федерации по изучению информационных материалов религиозного содержания на предмет выявления в них признаков экстремизма;
- член Междисциплинарного совета по координации научного и учебно-методического обеспечения противодействия коррупции;
- член рабочей группы Общества русской словесности по разработке механизмов независимой экспертной оценки учебников, учебно-методических комплексов, словарей в частности, содержащих нормы современного русского литературного языка как государственного;
- член экспертного совета по вопросам укрепления толерантности при комитете по внешним связям Санкт-Петербурга;
- член экспертного совета СПбГУ по проведению экспертизы грамматик, словарей, справочников, содержащих нормы современного русского литературного языка при его использовании в качестве государственного языка РФ;
- эксперт Комиссии по оценке результативности деятельности научных организаций, подведомственных ФАНО России, выполняющих научно-исследовательские, опытно-конструкторские и технологические работы гражданского назначения.

## Научные труды

### Диссертации
- Аспектуальная характеристика глаголов как элемент лексикографического описания русского языка. Автореф. дис. … канд. филол. наук. Л., 1981. 18 с.
- Глагольное словоизменение и формообразование в современном русском языке. Автореф. дис. … докт. филол. наук. СПб, 2000. 42 с.

### Словари
подготовка и издание словарей
- Толковый словарь государственного языка Российской Федерации: в 2-х томах // под науч. ред. Н. М. Кропачева, С. А. Белова, С. А. Кузнецова. СПб.: Изд-во С.-Петерб. ун-та, 2025. 1696 с.
- Валипур, А., Кузнецов, С. А. Русско-персидский словарь, ISNB 978-964-03-7561-7, — 1 изд., Тегеран: Изд-во Тегеранского Университета, 2023. — 1340 с. ولی پور، ع و کوزینتسف، س، آ، 1403. فرهنگ روسی به فارسی، شابک 978-964-03-7561-7. تهران: انتشارات دانشگاه تهران، 1340 ص.
- Большой толковый словарь русского языка 库兹涅佐夫俄语大词典 Пекин: Изд-во Shangwu Yinshuguan (商务印书馆). 2020年·北京. — 1481 с.
- Толковый словарь русского языка: школьное издание: в 2 т. Т. 1. А—О. − 1504 с. Т. 2. П—Я. — 1448 с. М.: ООО «Русское слово — учебник», 2020.
- Большой толковый словарь русского языка. СПб, 1998. 1536 с. (и послед. изд.)
- Русский глагол: формообразовательный словарь-справочник. СПб, 2000. 262 с.
- Современный толковый словарь русского языка. СПб, 2001. 960 с. (и послед. изд.)[3]
- Универсальный иллюстрированный словарь русского языка в 18-ти томах. Кишинев, 2011—2012.
- Толковый словарь русского языка: школьное издание: в 2 томах. — М: ООО «Русское слово — учебник», 2020. Т. 1. А-О. 1504 с.; Т. 2. П-Я. 1448 с.

переиздание словарей
- Современный толковый словарь русского языка. М., Ридерз Дайджест, 2004. 960 с.
- Новейший толковый словарь русского языка. СПб — М., Рипол-Норинт, 2008. 1536 с.[4]
- Современный толковый словарь русского языка. СПб — М., Рипол-Норинт, 2008. 960 с.
- Большой толковый словарь русского языка. Компьютерная версия ABBYY Lingvo x5, 2011.
- Большой толковый словарь русского языка. 库兹涅佐夫俄语大词典. Пекин: Изд-во 商务印书馆 (Shangwu Yinshuguan). 2020 年·北京. — 1492 с.[5]

### Монографии
- Кузнецов С. А. Флективная морфология русского глагола (словоизменение и формообразование). СПб, 2000. 244 с.
- Кузнецов С. А., Оленников С. М. Экспертные исследования по делам о признании информационных материалов экстремистскими: теоретические основания и методическое руководство (научно-практическое издание). Изд-во «Статут», М., 2013. — 304 с.
- Кузнецов С. А., Оленников С. М. То же. 2-е изд. испр. и доп. М.: Издательский дом В. Ема, 2014. — 312 с.
- Кузнецов С. А., Скребцова Т. Г., Суворов С. Г., Клементьева А. В. Лингвистический анализатор: преобразование текста в метаязыковую структуру данных. — СПб.: Изд-во С.-Петерб. ун-та, 2019. — 238 с

### Статьи
- Аспектуальная характеристика глаголов в толковых словарях русского языка // Современность и словари. Л., 1978. — С. 112—121.
- К лексикографическому описанию двувидовых глаголов в словаре неологизмов // Новые слова и словари новых слов. Л., 1978. — С. 160—166.
- Проблемы лексикологии, лексикографии и прикладной лингвистики. М., 1978. С. 89—96.
- О втором издании четырёхтомного «Словаря русского языка» // Русистика сегодня. Язык: система и функционирование. М., 1988. — С. 175—188.
- Способы глагольного действия как объект лексикографического описания // Советская лексикография. М., 1988. — С. 150—159.
- Инструкция для редактирования «Толково-энциклопедического русского словаря». СПб., 1993. 74 с.
- Анализ элементов конструкции толкового словаря (опыт создания электронной версии) // Лингвистические исследования 1995. Лексикология, лексикография, грамматика. СПб., 1996. — С. 62—75
- Малый академический словарь (Словарь русского языка в четырёх томах) // История русской лексикографии. СПб., 1998. С. 421—437.
- Словоизменительные свойства глагола и словоизменительные разряды // Лингвистические исследования. 1999. СПб., 1999. — С. 91—155.
- Формообразование и морфологические свойства русского глагола // Лингвистические исследования. 1999. СПб., 1999. — С. 156—213.
- К вопросу о составе формообразовательной парадигмы русского глагола // Исследования по славянским языкам. Корейская ассоциация славистов. Сеул, 1999 № 4. — С. 55—78.
- Проблемы анализа полной глагольной парадигмы (словоизменение, формообразование, формоизменение русского глагола) // Лингвистические исследования. 2000. СПб., 2000. — С. 84-161.
- Глагольное формообразование и формоизменение // Исследования по славянским языкам. Сеул, 2000 № 6. — С. 31—58.
- Спорная часть текста: анализ имплицитных компонентов содержания // Теория и практика лингвистического анализа текстов СМИ в судебных экспертизах и информационных спорах: Сборник материалов научно-практического семинара. Москва, 7—8 декабря 2002 г. Часть 2. / Под. ред. проф. М. В. Горбаневского. — М.: Галерея, 2003. — С. 98—108.
- Учебные словари иностранных слов: анализ соответствия результата заявленным целям // Русское слово в мировой культуре. Материалы Х Конгресса Международной ассоциации преподавателей русского языка и литературы. Санкт-Петербург, 30 июня — 5 июля 2003 г. Русский язык и русская речь сегодня: старое — новое — заимствованное / Под ред. К. А. Роговой, Н. О. Рогожкиной, Е. Е. Юркова. — СПб.: Политехника, 2003. — С. 461—470.
- Автоматическая интерпретация содержания текста (принципы и порядок работы лингвистического объектно-пропозиционного интерпретатора естественно-языковых русских текстов) // От древней Руси до современной России. Сборник научных статей в честь 60-летия Александра Якимовича Дегтярёва. — СПб., 2006. — С. 463—530.
- Об опыте проектирования толкового словаря для систем автоматической обработки текстов // Мир русского слова и русское слово в мире. Материалы XI Конгресса МАПРЯЛ, 17—23 сентября 2007 г., т. 2, Проблемы фразеологии. Русская лексикография: проблемы развития. — Sofia, 2007. — С. 438—445.
- О проблемах проектирования лингвистического интерпретатора для систем автоматического анализа и синтеза языковой информации // Труды по русской истории. В память о 60-летии Игоря Васильевича Дубова. Издательский дом «Парад». — М., 2007. — С. 515—532.
- Языковая норма и правила речевой деятельности // Комментарий к Федеральному закону «О государственном языке Российской Федерации». В 2-х частях. Часть 1. Доктринальный и нормативно-правовой комментарий / Под общ. ред. С. И. Богданова и Н. М. Кропачева; науч. ред. Н. С. Шатихина. СПб.: Изд-во С.-Петерб. ун-та, 2009. — С. 29—42;
- Кузнецов C. А., Соловьев А. А. Конституция Российской Федерации в аспекте требований к русскому языку как государственному // Вестник Волгоградского государственного университета. Серия 2, Языкознание. — 2019. — Т. 18, № 2. — С. 27-36;
- Кропачев Н. М., Кузнецов С. А., Соловьев А. А. О проблеме социальной коммуникации на примере типичных ошибок использования государственного языка Российской Федерации в правовых документах // Вестник Санкт-Петербургского университета. Язык и литература. 2019, 16 (2). — С. 229—244. DOI.org/10.21638/spbu09.2019.205
- Новаторские особенности Большого толкового словаря русского языка // «Китайское славяноведение» («Chinese Journal of Slavic Studies») DOI: 10.1515/cjss-2024-0003